# Ranunculus japonicus
Ranunculus japonicus är en ranunkelväxtart som beskrevs av Carl Peter Thunberg. Ranunculus japonicus ingår i släktet ranunkler, och familjen ranunkelväxter.

## Underarter
Arten delas in i följande underarter:
- R. j. hsinganensis
- R. j. rostratus
- R. j. ternatifolius

## Bildgalleri

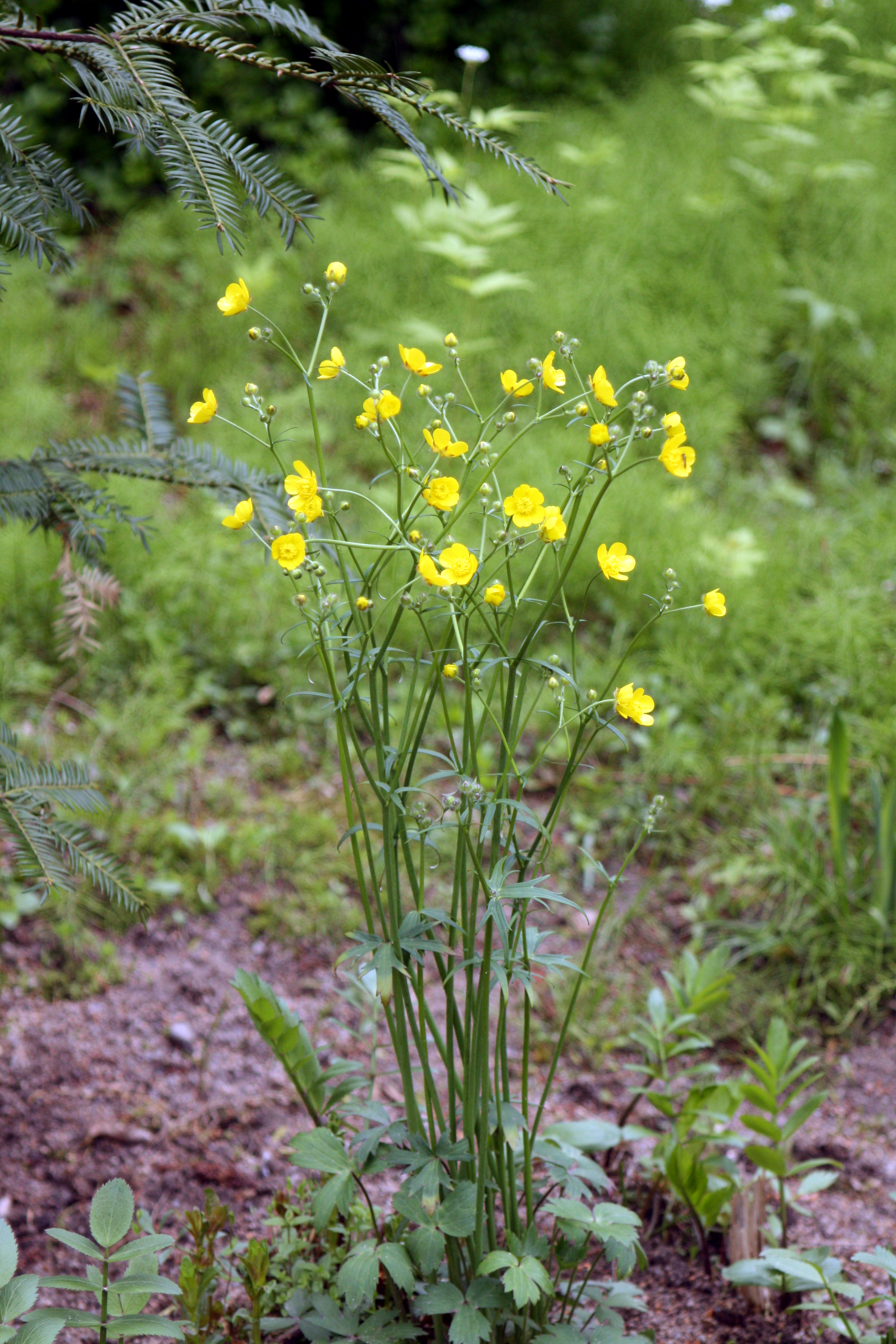
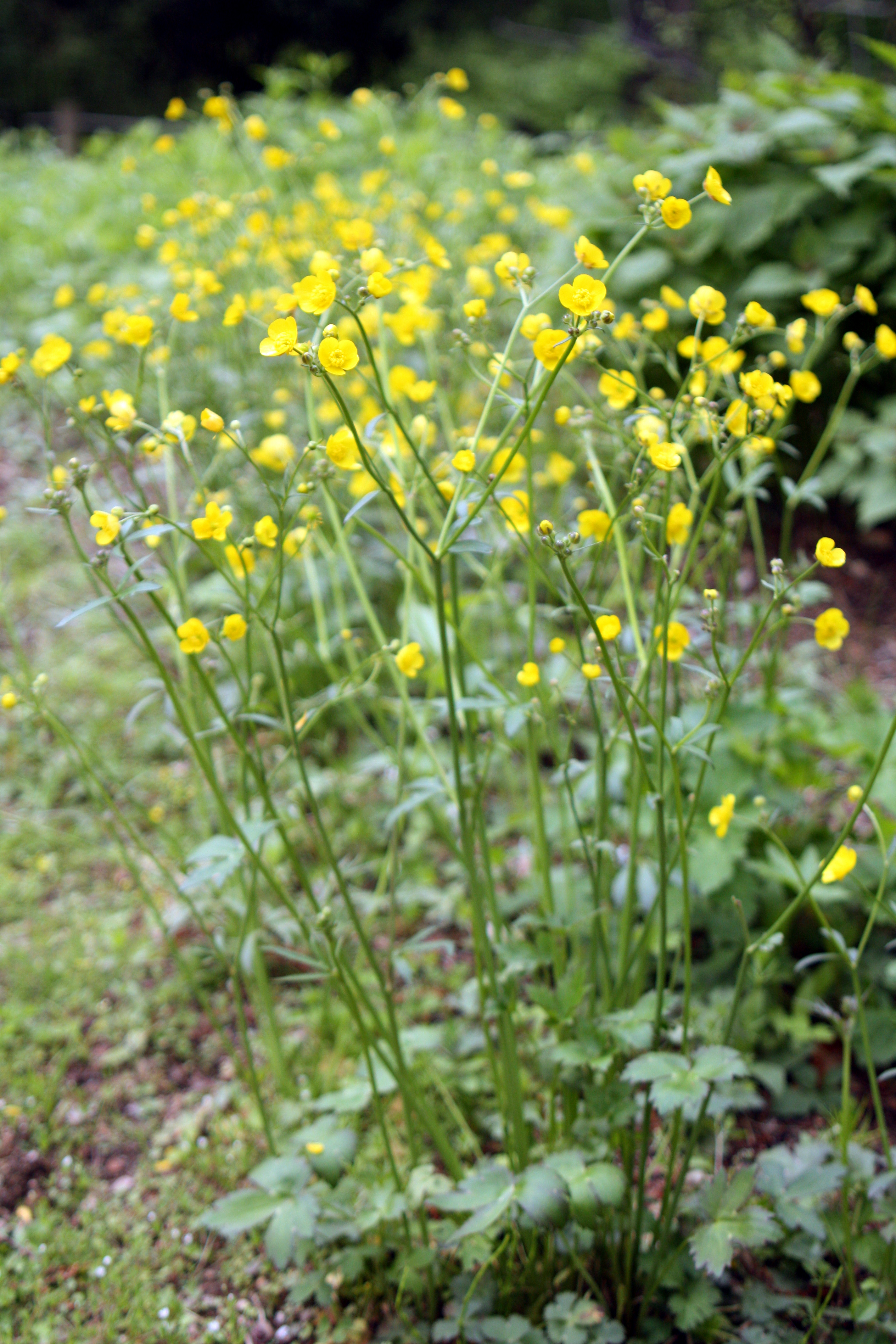
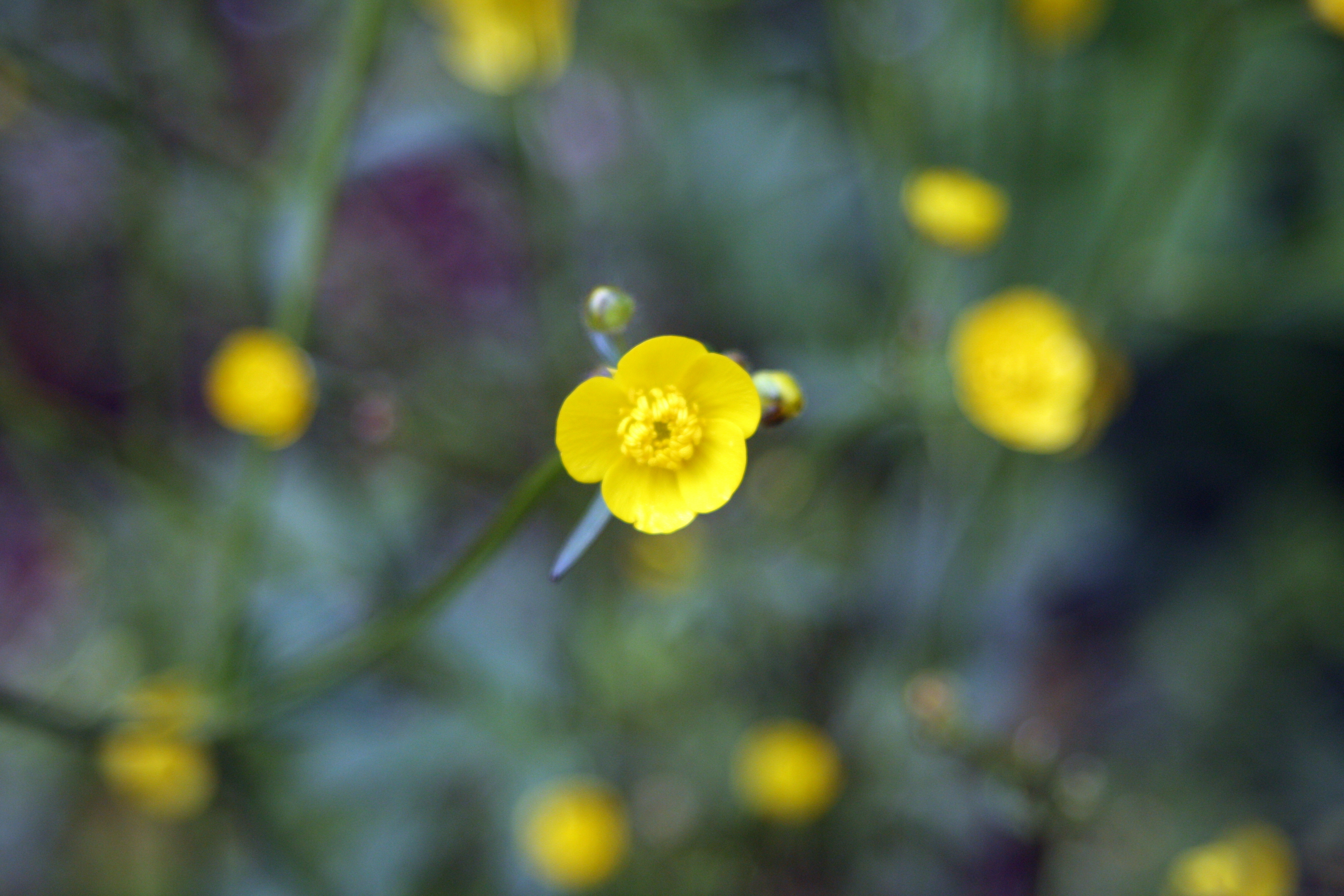
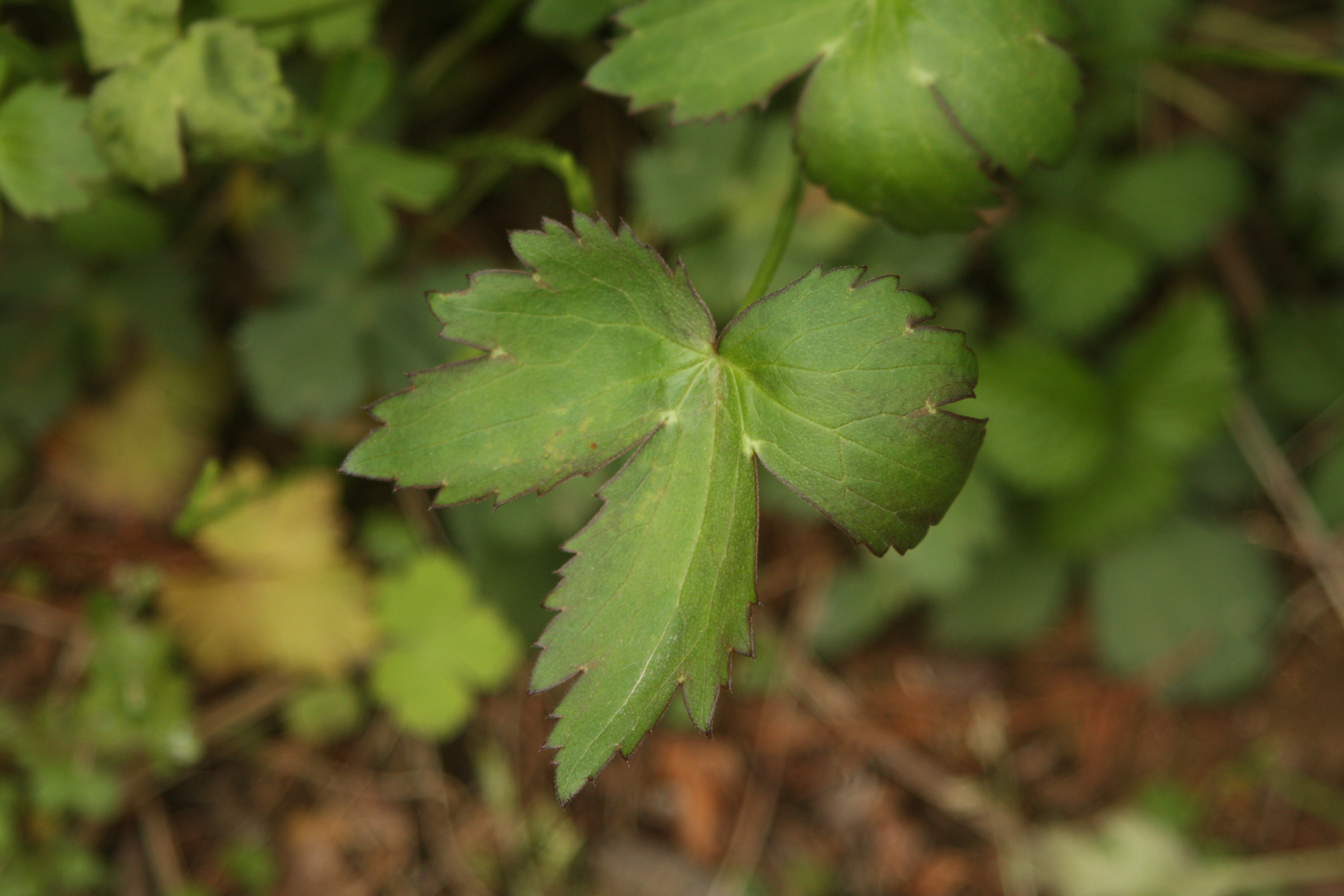
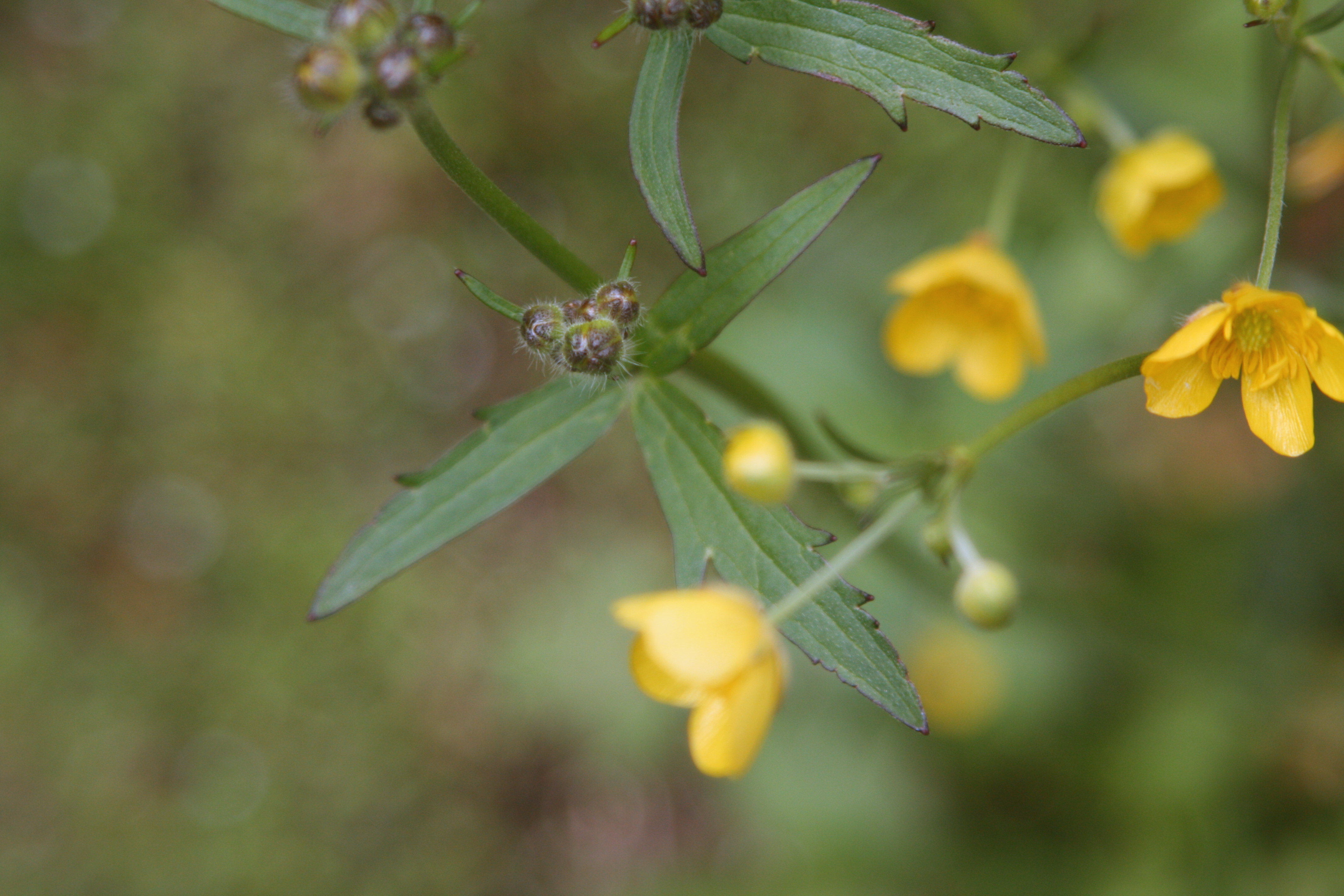
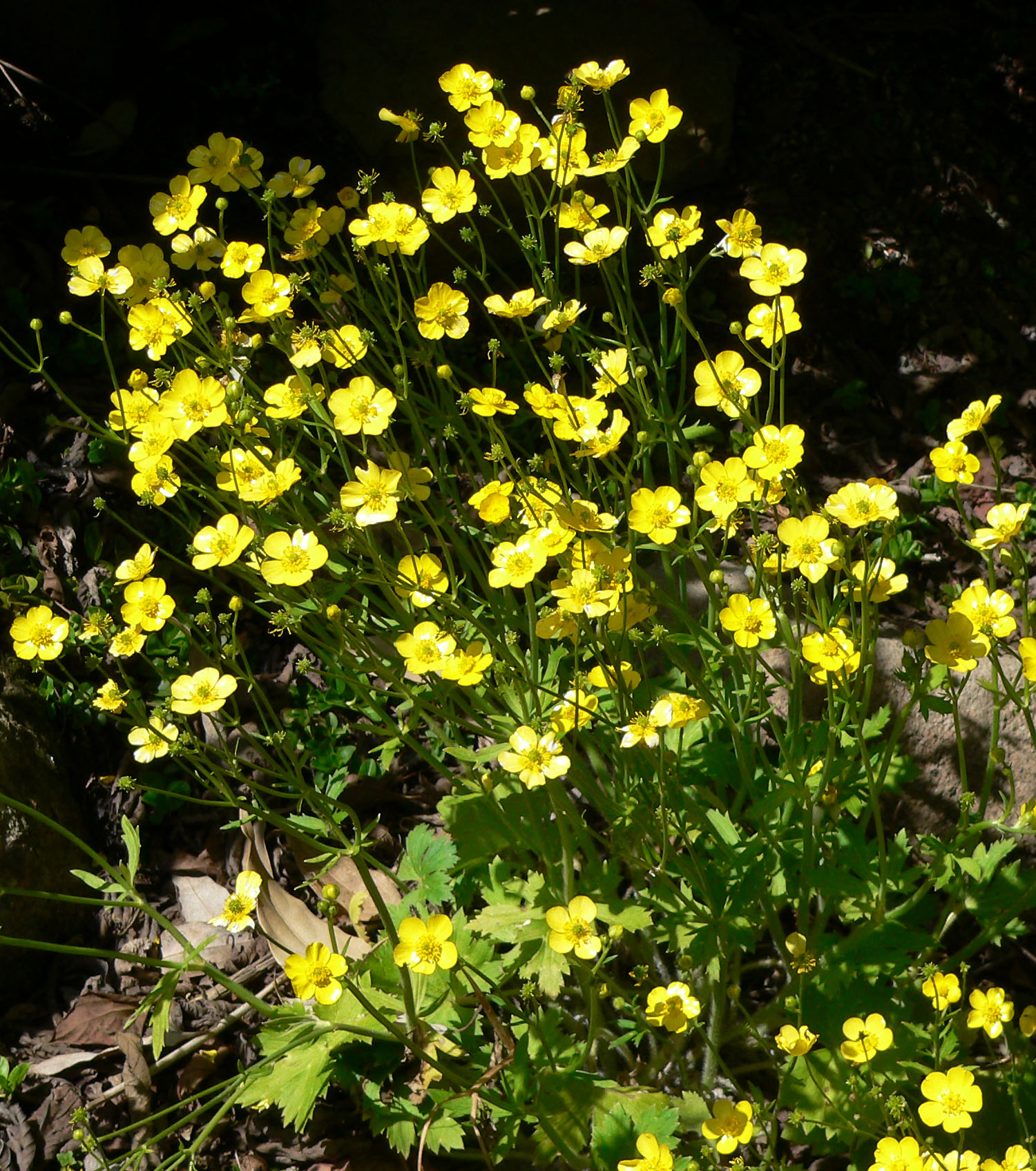